# Cryptocephalus ajeschae
Cryptocephalus ajeschae es una especie de insecto coleóptero de la familia Chrysomelidae.
Fue descrita científicamente en 2006 por Schoeller.